# Albizia carrii
Espèce
Statut de conservation UICN

 VU B1+2c : Vulnérable
Albizia carrii est une espèce de plantes à fleurs de la famille des Fabaceae.

## Publication originale
- Kew Bulletin 32(4): 727–729. 1978.